# Mouais
Mouais là một xã thuộc tỉnh Loire-Atlantique, trong vùng Pays de la Loire ở phía tây nước Pháp. Xã này nằm ở khu vực có độ cao từ 9-61 mét trên mực nước biển. Theo điều tra dân số năm 2006 của INSEE, xã có dân số 328 người.
Thị trấn nằm ở hữu ngạn sông Chère, sông tạo phần lớn ranh giới phía nam.